# Patixa Teló
Patixa Teló (Manaus, 15 de agosto de 1977) é uma figura pública e influencer digital. Teló não é seu sobrenome de batismo, sendo parte do nome social de Patixa.
Desde os anos 1990, Patixa é conhecida como figura pública na cidade de Manaus, onde morou por anos com a mãe, Iraci Souza da Silva, até se mudar para Belém, em 2025.
Omar Aziz conhece Patixa desde 1992, quando a encontrou em um evento da campanha de Amazonino Mendes para a eleição municipal de Manaus.
Em 26 de maio de 2025, a empresária Márcia Dantas declarou que Patixa se tornou embaixadora do Boi Caprichoso, do qual Patixa é fã.

## Síndrome de Down
De acordo com sua mãe, Patixa teria nascido prematura, aos sete meses, e foi considerada um "bebê especial" pelos médicos. Atualmente, sabe-se que ela tem síndrome de Down, tendo discursado na Câmara Municipal de Manaus em celebração ao Dia Internacional da Síndrome de Down, em 21 de março de 2021.

## Identidade de gênero e sexualidade
Em vídeo publicado em redes sociais, Patixa afirmou ter "dois sexos" e ser "mulher frodite" [sic], possivelmente em referência ao termo hermafrodita, utilizado para se referir a pessoas intersexo. Ainda no mesmo vídeo, ela declarou a intenção de fazer uma cirurgia de redesignação de sexo de forma a afirmar sua identidade de gênero feminina.
Em outro vídeo, Patixa explicou que não tem interesse romântico por mulheres.